# صورت‌زخمی: دنیا برای توست
صورت‌زخمی: دنیا برای تو است (انگلیسی: Scarface: The World Is Yours) یک بازی ویدئویی ۲۰۰۶ و شبه‌دنباله‌ای بر فیلم صورت‌زخمی (۱۹۸۳) به کارگردانی برایان دی پالما است.
در این بازی برای شخصیت تونی مونتانا از شمایل آل پاچینو و صدای آندره سویوتزو استفاده شده‌است.
داستان این بازی شرایطی را در نظر می‌گیرد که تونی مونتانا در آخر فیلم از حمله‌کنندگان جان سالم به در می‌برد. صورت زخمی: دنیا برای تو است، در سبک جهان باز است و به طور مطلوبی با اتومبیل‌دزدی بزرگ: وایس سیتی و اتومبیل‌دزدی بزرگ: سان اندرس مقایسه شده‌است. این بازی از نظر تجاری موفقیت‌آمیز بود و بیش از دو میلیون نسخه فروخت. همچنین نقدهای مثبتی از لحاظ داستان و گیم‌پلی دریافت کرد.

## داستان
بازی صورت‌زخمی: دنیا از آن توست با یک تغییر مهم نسبت به فیلم اصلی شروع می‌شود. برخلاف فیلم که تونی مونتانا در پایان کشته می‌شود، در این بازی او از حمله قاتلان سوسا جان سالم به در می‌برد و موفق به فرار می‌شود. سه ماه بعد در مارس ۱۹۸۴، تونی به میامی بازمی‌گردد تا امپراتوری از دست رفته مواد مخدر خود را از نو بسازد.
تونی با کمک وکیل سابق خود شفیلد و دوست قدیمی فلیکس کار بازسازی امپراتوری خود را آغاز می‌کند. او ابتدا با فروش مقدار کمی مواد مخدر شروع می‌کند تا پول کافی برای خرید مجدد ویلای لوکس خود جمع آوری کند. سپس به تدریج کنترل مناطق مختلف میامی را از دست رقبای خود خارج می‌کند:
ابتدا در منطقه هاوانای کوچک با برادران دیاز مقابله می‌کند و پس از کشف نقشه ترور خود توسط آنها، آنها را از بین می‌برد. سپس به سراغ کارتل کنترراس در مرکز شهر می‌رود و کنترل آن منطقه را نیز به دست می‌آورد. در نهایت مناطق ساحل جنوبی و شمالی میامی را از گاسپار گومز، شریک سابق سوسا، پس می‌گیرد.
در میانه راه، تونی با یک تولیدکننده مواد مخدر به نام سندمن آشنا می‌شود که در جزایر کارائیب فعالیت دارد. پس از کمک به سندمن در جنگ با کارتل کلمبیا، تونی کنترل کامل زنجیره تولید و توزیع مواد مخدر را به دست می‌آورد و به قدرتمندترین قاچاقچی منطقه تبدیل می‌شود.
در پایان بازی، تونی برای انتقام نهایی به بولیوی سفر می‌کند و در یک درگیری خونین، سوسا را در خانه مجللش به قتل می‌رسد. صحنه پایانی بازی نشان می‌دهد که تونی به آرزوی دیرینه خود رسیده است - او حالا بر دنیای زیرزمینی مواد مخدر حکومت می‌کند و در حالی که در جکوزی ویلای خود با دوست دخترش ونوس استراحت می‌کند، با رضایت کامل به این موفقیت نگاه می‌کند.